# Orthoclada
Orthoclada és un gènere de plantes de la subfamília centotecòidia, família de les poàcies. És originari de Mèxic, Sud-amèrica tropical i Àfrica. Fou descrit per Ambroise Marie François Joseph Palisot de Beauvois i publicat a Essai d'une Nouvelle Agrostographie 69. 1812.

## Taxonomia
- Orthoclada africana C.E.Hubb.
- Orthoclada laxa  (Rich.) P.Beauv.
- Orthoclada rariflora(Lam.) P.Beauv.